# Manassé Enza-Yamissi
Manassé Rubén Enza-Yamissi (Bangui, República Centroafricana, 29 de septiembre de 1989) es un futbolista centroafricano, naturalizado francés. Juega de defensa y su equipo es el Stade Poitevin F. C. del Championnat National 3 de Francia.

## Selección nacional
Ha sido internacional con la selección de fútbol de la República Centroafricana en 19 ocasiones.

## Clubes
| Club                           | País     | Año       |
| ------------------------------ | -------- | --------- |
| A. J. Auxerre "II"             | Francia  | 2006-2007 |
| Nîmes Olympique "II"           | Francia  | 2007-2008 |
| Nîmes Olympique                | Francia  | 2008-2009 |
| F. C. Sochaux-Montbéliard "II" | Francia  | 2009-2010 |
| Amiens S. C.                   | Francia  | 2010-2012 |
| Petrolul Ploiești              | Rumania  | 2012-2014 |
| Gil Vicente F. C.              | Portugal | 2014-2015 |
| U. S. Orléans                  | Francia  | 2015-2017 |
| C. S. Concordia Chiajna        | Rumania  | 2017-2018 |
| Annecy F. C.                   | Francia  | 2018-2020 |
| Racing Besançon                | Francia  | 2020-2021 |
| F. C. Mulhouse                 | Francia  | 2021-2022 |
| Stade Poitevin F. C.           | Francia  | 2022-     |